# Frołkowo (obwód wołogodzki)
Frołkowo (ros. Фролково) – wieś w Rosji, w rejonie czerepowieckim obwodu wołogodzkiego. W 2010 liczyła 14 mieszkańców.